# Nicole Rathgeber
Nicole Rathgeber (* 1983 in Eschwege) ist eine deutsche Kommunalpolitikerin und Juristin. Sie ist seit dem 1. Januar 2022 Landrätin des Werra-Meißner-Kreises.

## Leben
Die aus Wanfried stammende Nicole Rathgeber lebt in Grebendorf.
Vor ihrer politischen Karriere war Rathgeber, die Volljuristin ist, als Teamleiterin bei der Arbeitsagentur in Kassel für die Berufsberatung von Akademikern zuständig.

## Politik
Rathgeber kandidierte bei den Kommunalwahlen in Hessen 2021 für die ÜWG-Meinhard im Rahmen der Ortsbeiratswahl in Grebendorf, bei der sie 13,39 % der gültigen Stimmen auf sich vereinigte. Sie verfehlte damit den Einzug in die Gemeindevertretung, wurde jedoch zur Ortsvorsteherin von Grebendorf gewählt. Dieses Amt übte sie ab April 2021 aus. Rathgeber war zuvor nicht politisch aktiv.
Bei der Landratswahl im Werra-Meißner-Kreis am 24. Oktober 2021 kandidierte Rathgeber für die Freien Wähler. Neben Friedel Lenze (SPD) mit 41,56 %, Frank Hix (CDU) mit 20,57 % und Daniel Herz mit 8,16 % (Einzelbewerber) konnte Rathgeber 29,70 % der gültigen Stimmen auf sich vereinigen. Aufgrund dieses Wahlergebnisses wurde eine Stichwahl zwischen Friedel Lenze (SPD) und Nicole Rathgeber (Freie Wähler) erforderlich.
Bei der Landratsstichwahl am 7. November 2021 wurde Rathgeber mit 59,74 % der gültigen Stimmen gegenüber Friedel Lenze mit 40,26 % zur neuen Landrätin des Werra-Meißner-Kreises gewählt.
Rathgeber ist seit dem 1. Januar 2022 Landrätin des Werra-Meißner-Kreises und die erste Frau im Werra-Meißner-Kreis, die dieses Amt bekleidet.